# Migliori prestazioni italiane nei 3000 metri siepi

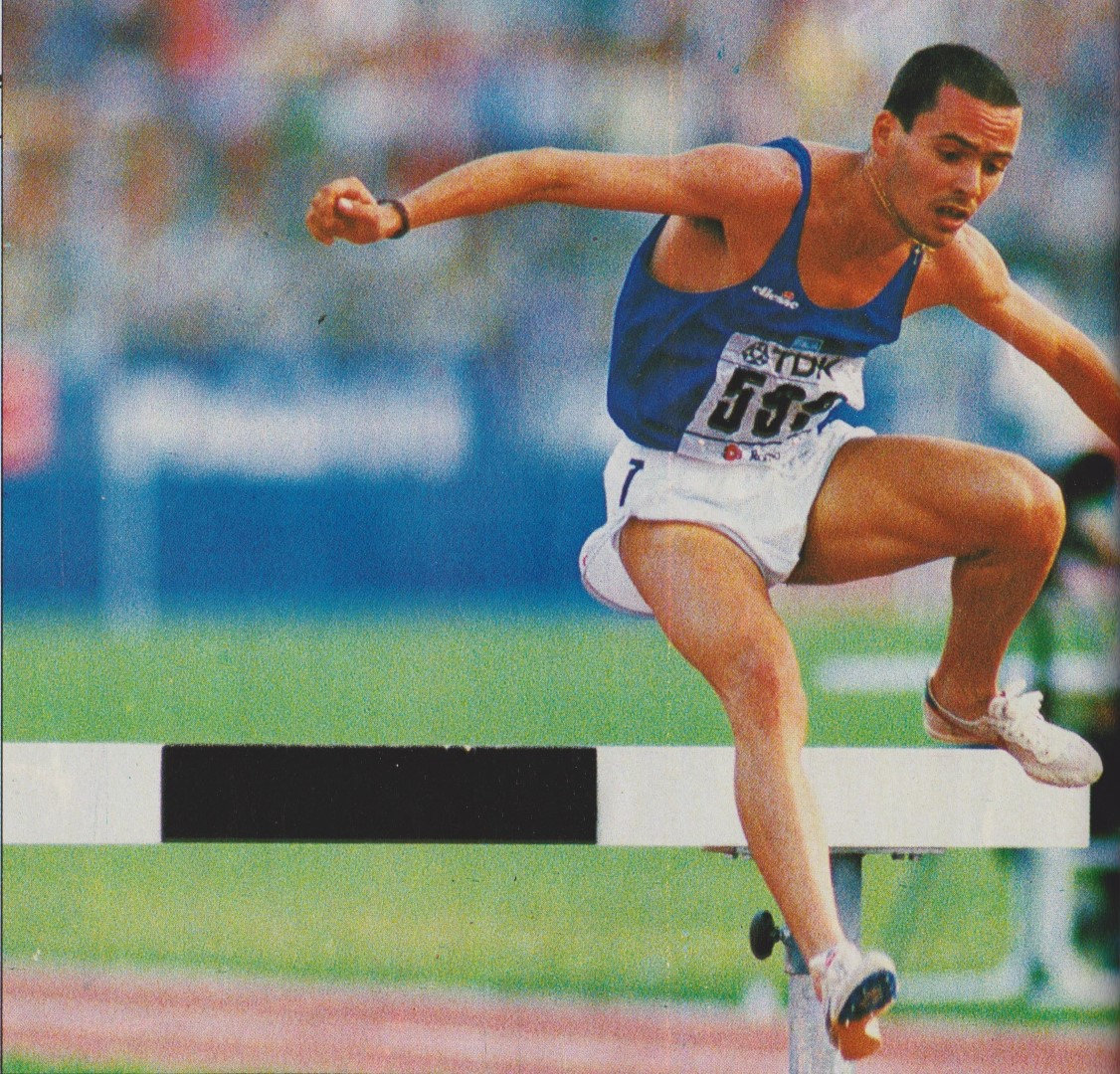
Francesco Panetta, detentore del primato italiano dei 3000 m siepi

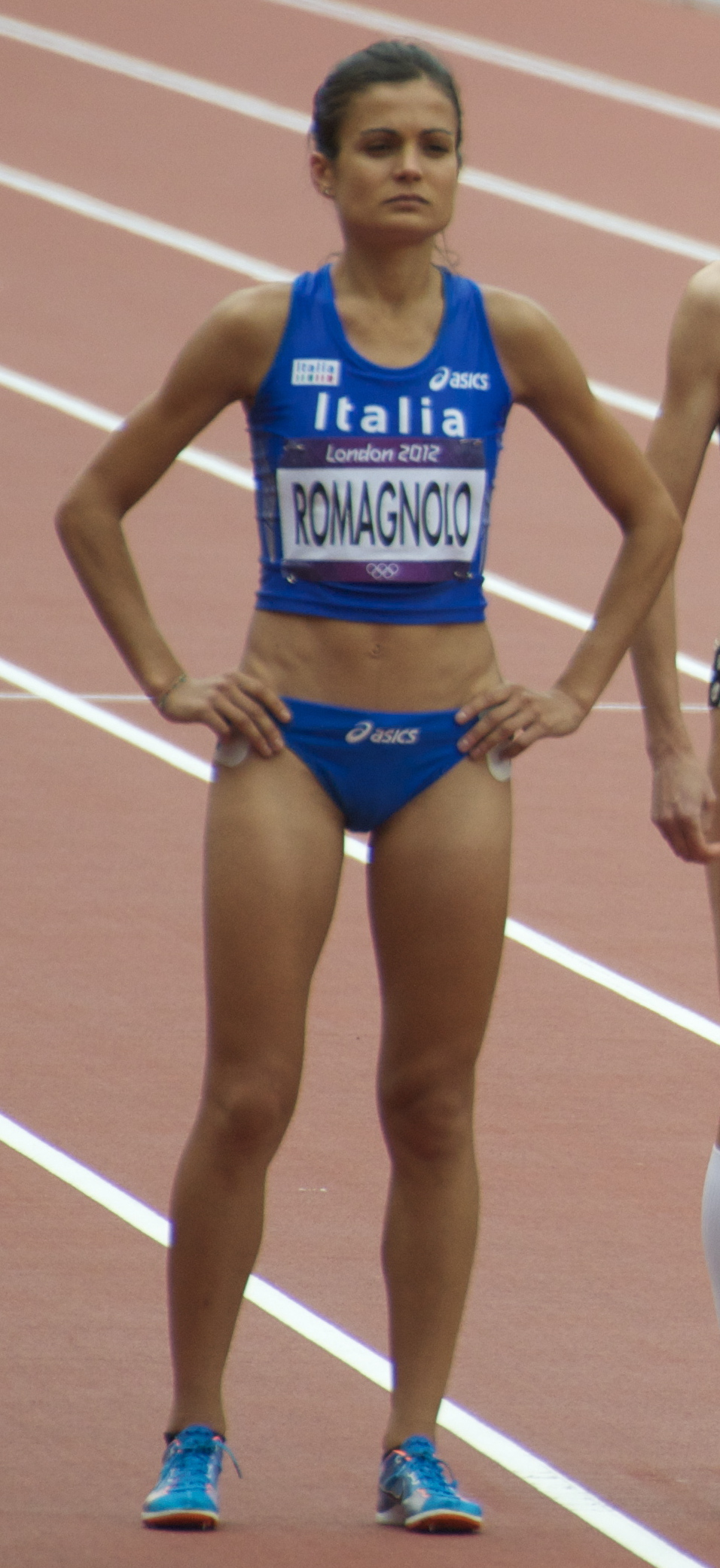
Elena Romagnolo, primatista italiana di specialità

La lista delle migliori prestazioni italiane nei 3000 metri siepi, aggiornata periodicamente dalla Federazione Italiana di Atletica Leggera, raccoglie i migliori risultati di tutti i tempi degli atleti italiani nella specialità dei 3000 metri siepi.

## Maschili
Statistiche aggiornate al 2 ottobre 2022.
|     | Tempo    | Atleta                  | Luogo      | Data             |
| --- | -------- | ----------------------- | ---------- | ---------------- |
| 1.  | 8'08"57  | Francesco Panetta       | Roma       | 5 settembre 1987 |
| 2.  | 8'08"78  | Alessandro Lambruschini | Stoccarda  | 21 agosto 1993   |
| 3.  | 8'10"29  | Ahmed Abdelwahed        | Roma       | 9 giugno 2022    |
| 4.  | 8'11"00  | Osama Zoghlami          | Roma       | 9 giugno 2022    |
| 5.  | 8'11"85  | Giuseppe Maffei         | Colonia    | 8 agosto 1999    |
| 6.  | 8'12"5 m | Mariano Scartezzini     | Roma       | 5 agosto 1980    |
| 7.  | 8'14"02  | Angelo Carosi           | Monaco     | 2 agosto 1994    |
| 8.  | 8'14"06  | Ala Zoghlami            | Tokyo      | 30 luglio 2021   |
| 9.  | 8'17"32  | Luciano Di Pardo        | Norimberga | 13 giugno 1999   |
| 10. | 8'18"47  | Giuseppe Gerbi          | Mosca      | 31 luglio 1980   |

## Femminili
Statistiche aggiornate al 5 luglio 2023.
|     | Tempo   | Atleta            | Luogo             | Data              |
| --- | ------- | ----------------- | ----------------- | ----------------- |
| 1.  | 9'27"48 | Elena Romagnolo   | Pechino           | 15 agosto 2008    |
| 2.  | 9'34"02 | Isabel Mattuzzi   | Berlino           | 10 agosto 2018    |
| 3.  | 9'37"72 | Martina Merlo     | Nizza             | 12 giugno 2021    |
| 4.  | 9'39"21 | Giulia Martinelli | Bruxelles         | 16 settembre 2011 |
| 5.  | 9'40"90 | Eleonora Curtabbi | Barcellona        | 5 luglio 2023     |
| 6.  | 9'43"80 | Francesca Bertoni | Villeneuve-d'Ascq | 24 giugno 2017    |
| 7.  | 9'45"86 | Anna Arnaudo      | Bergamo           | 11 settembre 2021 |
| 8.  | 9'48"33 | Emma Quaglia      | Parigi            | 9 settembre 2009  |
| 9.  | 9'53"02 | Laura Dalla Montà | Pescara           | 9 settembre 2018  |
| 10. | 9'53"82 | Valeria Roffino   | Rovereto          | 20 luglio 2014    |